# Onobrychis major
Onobrychis major là một loài thực vật có hoa trong họ Đậu. Loài này được (Boiss.) Hand.-Mazz. miêu tả khoa học đầu tiên.